# تیراندازی کنیسه پیتسبورگ

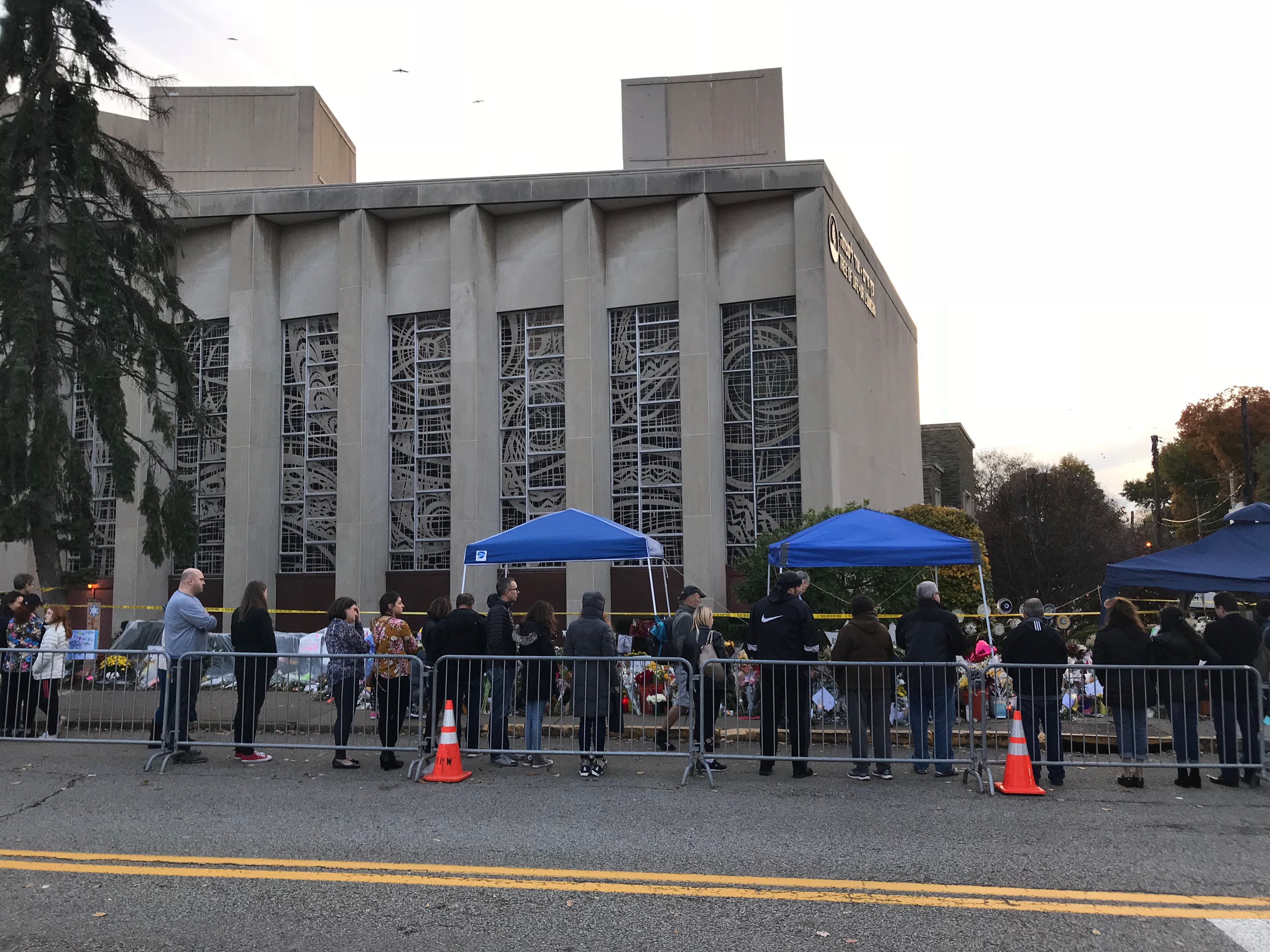
تیراندازی کنیسه پیتسبورگ

تیراندازی کنیسه پیتسبورگ (انگلیسی: Pittsburgh synagogue shooting) در ۲۷ اکتبر ۲۰۱۸ در کنیسه «درخت زندگی» در پیتسبورگ از ایالت پنسیلوانیای آمریکا رخ داد. در این تیراندازی دست‌کم ۱۱ نفر کشته و تعدادی مجروح شده‌اند.

## شرح
در روز شنبه ۲۷ اکتبر ۲۰۱۸ یک مرد سفیدپوست به نام رابرت باورز وارد کنیسه «درخت زندگی» شده و فریاد زده که «همه یهودی‌ها باید بمیرند» و شروع به تیراندازی کرده‌است. بعد از آن مأموران پلیس به صحنه رسیده و با مرد مسلح درگیر شده و تبادل آتش داشتند. در این درگیری مرد مسلح دستگیر و سه مأمور پلیس زخمی شدند. در هنگام تیراندازی ۶۰ تا ۱۰۰ نفر در کنیسه بودند.
رابرت باورز ۴۶ ساله به یک قبضه مسلسل ای-آر ۱۵ مجهز بود.
کنیسه «درخت زندگی» در محله اسکورل هیل قرار دارد که ده دقیقه با مرکز شهر پیتسبورگ فاصله دارد.

## تلفات
در این تیراندازی دست‌کم ۱۱ نفر کشته و تعدادی زخمی شدند که سه افسر پلیس در میان زخمی‌شدگان هستند.

## واکنش‌ها
- دونالد ترامپ، رئیس‌جمهوری ایالات متحده از پیگیری خود دربارهٔ این حادثه سخن گفته و تأکید کرده که ساکنان محله اسکورل هیل باید همچنان در جای امن باقی بمانند. وی دستور داد پرچم آمریکا بر فراز کاخ سفید را تا سه روز دیگر به حال نیمه افراشته درآورند.[۶]
- تام ولف، فرماندار ایالت پنسیلوانیا، این واقعه را یک تراژدی نامید و تأکید کرد که این نوع «خشونت‌های بی‌منطق» با سرشت آمریکایی‌ها در تضاد است.[۳][۴]